# Борец круглолистный
Боре́ц круглоли́стный, или акони́т круглолистный (лат. Aconítum rotundifólium) — многолетнее травянистое растение, вид рода Борец (Aconitum) семейства Лютиковые (Ranunculaceae). Сильно ядовит.

## Распространение и экология
Ареал вида охватывает Тянь-Шань (на территориях Кыргызстана, Казахстана и Синьцзян-Уйгурского автономного района Китая), Таджикистан, Афганистан, Пакистан, Непал и Индию (Западные Гималаи). Описан с берега реки Сархана (Алатау).
Произрастает по каменистым склонам в альпийской и субальпийской зоне.

## Ботаническое описание

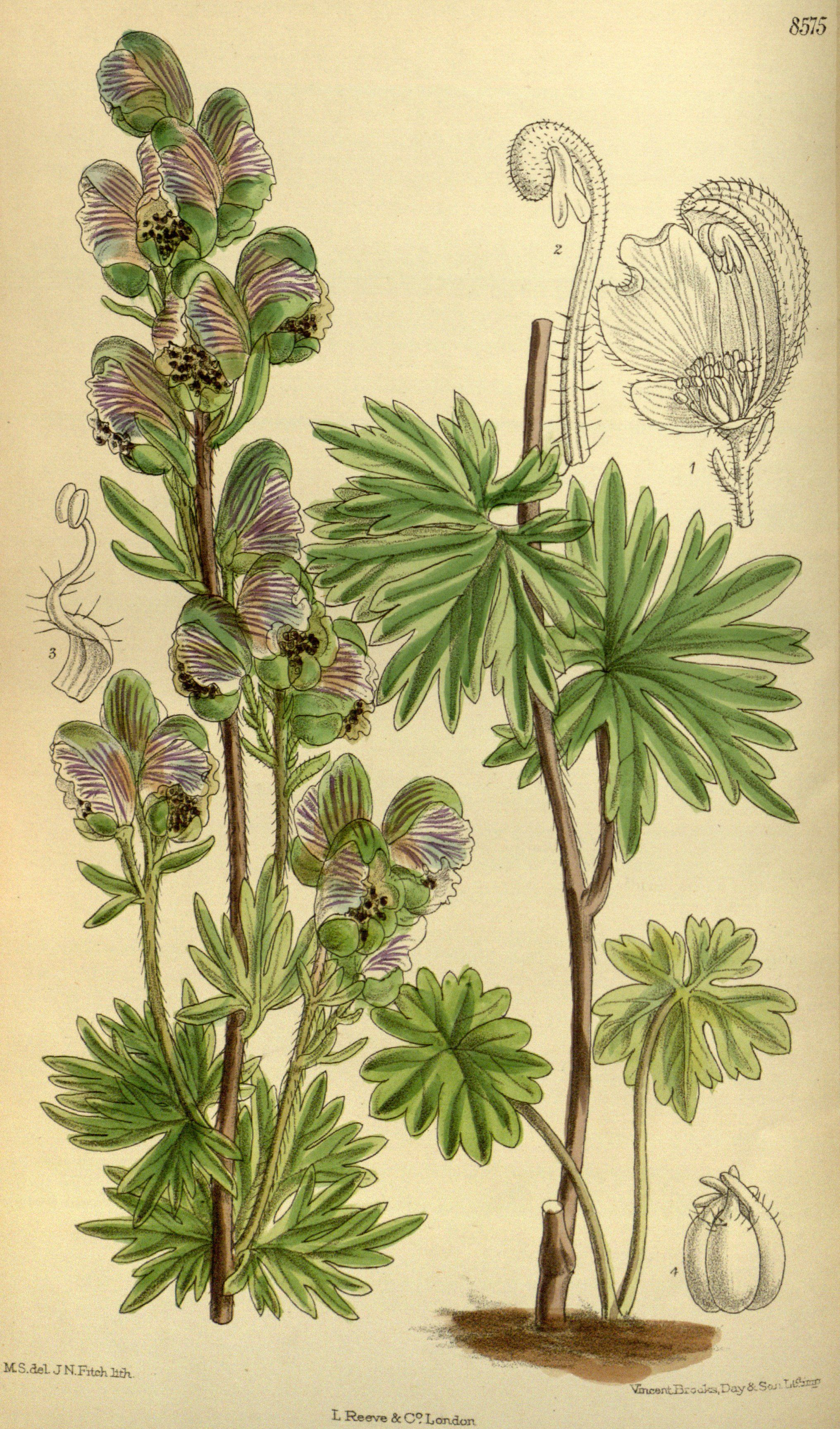
Ботаническая иллюстрация из Curtis’s Botanical Magazine, 1914.

Корень в виде двух продолговатых или округлых клубней, длиной до 4,5 см, шириной 0,3—0,6 см. Стебель прямой, большей частью простой, высотой 12—60 (до 75) см, весь покрытый мелкими курчавыми волосками, в соцветии волоски иногда прямые.
Прикорневые и нижние стеблевые листья на длинных, 7—15 см, черешках, у основания сердцевидные, в очертании округлые, длиной 2—4 см, шириной 3—6 см, разделённые на 5—7 долей, последние разделены на две или три дольки, заканчивающиеся туповатыми зубцами с желёзкой на конце. Листья голые, опушены лишь верхние стеблевые с верхней стороны.
Соцветие — рыхлая немногоцветковая кисть, иногда в нижней части ветвистая. Цветки длиной 15—20 мм, шириной 10—13 мм, бледно-лиловые, с ясно выступающими тёмными жилками. Шлем ладьевидный, длиной 16—20 мм, шириной 5—6 мм; боковые доли околоцветника широкояйцевидные, к основанию суженные, с несколько волнистым краем, длиной 14—16 мм, шириной 10—12 мм; нижние доли длиной 5—7 мм, шириной 4—6 мм.
Листовок пять, опушённых, иногда голых.
Цветет на территории Центральной Азии в июне—августе, плодоносит с июля.

## Значение и применение
Данные о поедаемости сельскохозяйственными животными противоречивы. По одним данным поедается овцами. По другим данным скотом не поедается. В Средней Азии на пастбищах ежегодно становится причиной отравления овец, особенно на сухих степных летних пастбищах и при запоздании с их использованием.
В народной медицине используется против малярии, ревматизма и головных болей. Ценится как лекарственное для лошадей. По утверждения местных жителей, у животных прибавляются сила после дачи настойки из этого растения.

## Таксономия
Вид Борец круглолистный входит в род Борец (Aconitum) трибы Живокостные (Delphinieae) подсемейства Лютиковые (Ranunculoideae) семейства Лютиковые (Ranunculaceae) порядка Лютикоцветные (Ranunculales).
|  |                       |  |                                               |                                               |                                         |  | ещё четыре подсемейства (согласно Системе APG II) | ещё четыре подсемейства (согласно Системе APG II) |                                           |  |  |  | ещё 2 рода              | ещё 2 рода              |  |  |
|  |                       |  |                                               |                                               |                                         |  | ещё четыре подсемейства (согласно Системе APG II) | ещё четыре подсемейства (согласно Системе APG II) |                                           |  |  |  | ещё 2 рода              | ещё 2 рода              |  |  |
|  |                       |  |                                               | семейство Лютиковые                           |                                         |  |                                                   |                                                   | триба Живокостные                         |  |  |  |                         | вид Борец круглолистный |  |  |
|  |                       |  |                                               | семейство Лютиковые                           |                                         |  |                                                   |                                                   | триба Живокостные                         |  |  |  |                         | вид Борец круглолистный |  |  |
|  | порядок Лютикоцветные |  |                                               |                                               | подсемейство Лютиковые (Ranunculoideae) |  |                                                   |                                                   | род Борец, или Аконит                     |  |  |  |                         |                         |  |  |
|  | порядок Лютикоцветные |  |                                               |                                               |                                         |  |                                                   |                                                   |                                           |  |  |  |                         |                         |  |  |
|  |                       |  | ещё десять семейств (согласно Системе APG II) | ещё десять семейств (согласно Системе APG II) |                                         |  |                                                   | ещё восемь триб (согласно Системе APG II)         | ещё восемь триб (согласно Системе APG II) |  |  |  | ещё от 250 до 300 видов |                         |  |  |
|  |                       |  |                                               | ещё десять семейств (согласно Системе APG II) |                                         |  |                                                   |                                                   | ещё восемь триб (согласно Системе APG II) |  |  |  |                         |                         |  |  |